# Мате Божич
Мате Божич (хорв. Mate Božić, нар. 28 лютого 1981, Спліт, Хорватія) - хорватський історик, письменник і публіцист.

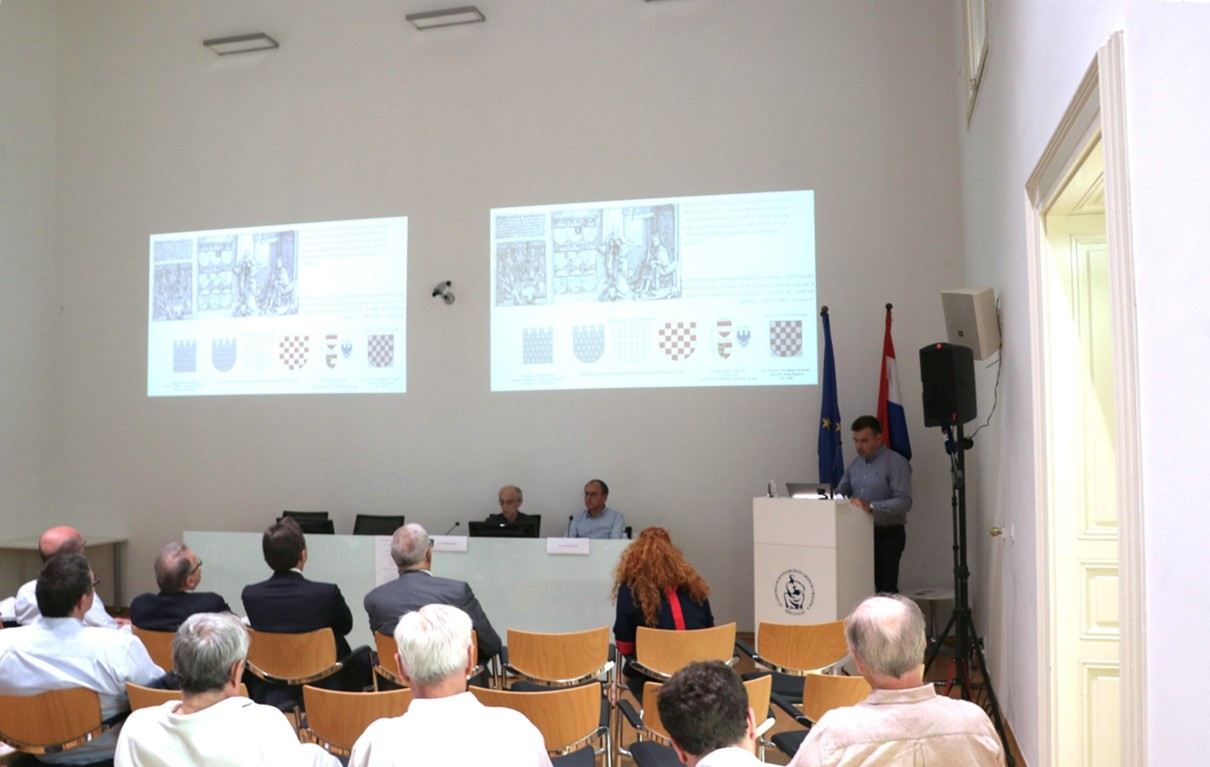
Презентація Мате Божича на симпозіумі Хорватської академії наук і мистецтв, присвяченому хорватському історичному гербу, 5 червня 2025 року

## Біографія
Мате Божич народився у Спліті, де навчався у класичній гімназії, а потім закінчив гуманітарний факультет Сплітського університету за спеціальністю історія та філософія. Під час навчання в університеті був одним із засновників студентського історичного товариства "Toma Arhiđakon", студентського історичного журналу "Pleter" (на факультеті гуманітарних і соціальних наук Сплітського університету) та богословсько-філософського журналу "Odraz". Він є членом Хорватської геральдичної та вексилологічної асоціації, Хорватського філософського товариства, а також координатором проекту "Regnum Croatorum" (археологічний туризм), "Škola heraldike" (Кліс) та "Mala škola filozofije" (Солін).
Будучи авторитетним експертом з хорватської геральдики, основним науковим напрямком Божича є вивчення хорватської геральдичної теорії та практики, а також історико-філософської тематики хорватського раннього середньовіччя. Будучи герольдом історичного підрозділу Kliški uskoci ("Ускоки Кліса"), він також долучився до заснування історичної ранньосередньовічної групи реконструкторів "Praetoriani Croatorum". Він ділиться своїми знахідками та популяризує їх у блозі "GottschTalk", а також як колумніст публікує серію есеїв на порталах Спліт, Каштела та Солін, де він живе і працює.

Декларація Хорватської академії наук і мистецтв про хорватський герб, прийнята 5 червня 2025 року в Загребі після симпозіуму, в якому взяли участь видатні історики та геральдисти: Степан Чосич, Іван Юркович, Мате Божич, Томіслав Галович, Хрвоє Кекец, Желько Холевац та Маріо Яреб.

### Символіка хорватського герба
Одним з найбільш значущих наукових внесків Божича є його дослідження хорватського герба. Він стверджує, що герб символізує фортецю, а не просто шаховий візерунок, розглядаючи його як представлення Хорватії як "оплоту християнства" в контексті історичних конфліктів з Османською імперією. Його презентація та праці підкреслюють, що цей герб має глибоко вкорінене значення, яке співвідноситься з історичною боротьбою та ідентичністю країни.
Теорії Божича отримали визнання завдяки нещодавній декларації Хорватської академії наук і мистецтв (HAZU), яка визнала легітимність різних форм хорватського герба, незалежно від кольорових варіацій. Його участь у дискусіях навколо цієї декларації підкреслює його роль у формуванні сучасного розуміння хорватської геральдики та ідентичності.

## Вибрані публікації
- – (2014) Božić, Mate. "Udruga studenata povijesti 'Toma Arhiđakon'" // Spalatumque dedit ortum: zbornik povodom desete godišnjice Odsjeka za povijest Filozofskog fakulteta u Splitu = Collected papers on the occasion of the 10th anniversary of the Department of History, Faculty of Humanities and Social Sciences in Split / I. Basić, M. Rimac (ur.) Split: Odsjek za povijest Filozofskog fakulteta Sveučilišta u Zagrebu 2014; str.77–85 https://www.croris.hr/crosbi/publikacija/prilog-knjiga/68896
- – (2017) Božić, Mate. "Bitka kod Siska 1593. godine" // Pleter, 1 (2017) 1; str. 177–192 https://www.croris.hr/crosbi/publikacija/prilog-casopis/291543
- – (2017) Božić, Mate; Ćosić, Stjepan. "Nastanak hrvatskih grbova: Podrijetlo, povijest i simbolika od 13. do 16. stoljeća" // Gordogan, 35–36 (2017.); 22 – 68 https://www.croris.hr/crosbi/publikacija/prilog-casopis/291537
- – (2019) Božić, Mate. "'HRVAT' I 'HRVATI' – OD TOPONIMA DO ETNONIMA" // Pleter, 3 (2019) 3; str. 135–176 https://www.croris.hr/crosbi/publikacija/prilog-casopis/291541
- – (2021) Božić, Mate; Ćosić, Stjepan. HRVATSKI GRBOVI geneza – simbolika – povijest. Zagreb, Hrvatska sveučilišna naklada, Filozofski fakultet sveučilišta u Zagrebu, Institut društvenih znanosti; 2021.
- – (2022) Božić, Mate; Ćosić, Stjepan. "Sveti Jeronim u heraldičkoj simbolici" // Kroatologija, 13 (2022) 3; str. 11–27 https://www.croris.hr/crosbi/publikacija/prilog-casopis/325037